# Sebastiano Caboto

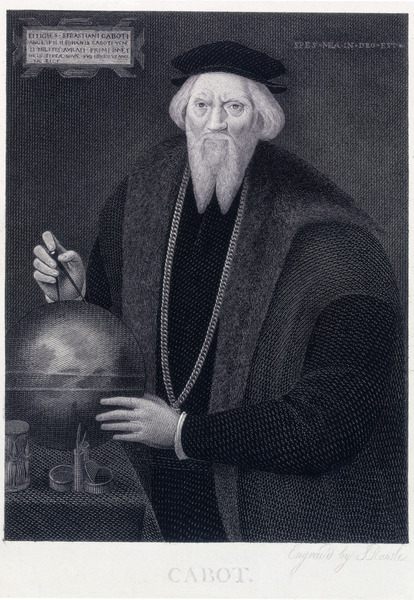
Sebastián Gaboto

Sebastiano Caboto, född 1474, död 1557; italiensk sjöfarare och kartograf, son till Giovanni Caboto. 
Sebastiano Caboto föddes i Venedig, men följde omkring 1490 fadern vid dennes överflyttning till England. Troligen följde han fadern på dennes resor och företog flera resor till Nordamerika. 1509 gick han i spansk tjänst och blev ålderstyrman och lärare i kosmografi i Sevilla. Som kartograf fick hans stort anseende, särskilt genom den världskarta han utgav 1544. Caboto utforskade även Brasiliens kust och Río de la Plata, där han nådde upp i Paraguayfloden, för Karl V:s räkning åren 1526-1530. 1547 återvände Caboto till England och blev anställd av Henrik VIII av England och Edvard VII av England.
Caboto planerade en resa till Kina via Nordvästpassagen. Han uppmuntrade bildandet av Company of Merchant Adventurers of London 1551 och 1553 samt 1556 ledde han bolagets expedition till Ryssland, där han öppnade upp för brittisk handel.